# Hermann Kurz (Abt)
Hermann Kurz OCist (* 1. September 1723 in Ostritz; † 10. April 1795 in Hohenfurt) war ein römisch-katholischer Priester  und  Abt des Klosters Hohenfurt.

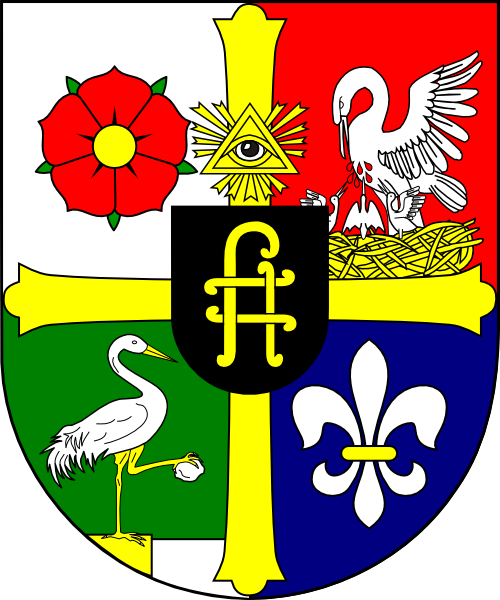
Wappenschild des Abtswappens

## Leben
Hermann Kurz studierte katholische Theologie in Prag und wurde 1748 ebenda zum Priester geweiht. Er lehrte zunächst Philosophie und Theologie im Kloster und zeitweise auch in Goldenkron, bis er 1764 als ordentlicher Professor an das erzbischöfliche St.-Adalbert-Kolleg in Prag berufen wurde. Am 22. Mai 1766 wurde er Pfarrer in Malsching und am 21. Mai 1767 zum Abt gewählt.
1786 wurde er im Zuge der josephinischen Reformen von Kaiser Joseph II. seines Amtes enthoben und auf den stiftseigenen Fischerhof verwiesen, im September 1790, nach dem Tod des Kaisers, aber wieder in alle Rechte eingesetzt, nachdem der einstweilige Kommendatarabt Johann Aquilin Hrdlička abberufen worden war. Das Stift Hohenfurt entging damit der Aufhebung, musste aber vier, später fünf Professoren für die philosophische Lehranstalt in Budweis, das spätere deutsche Gymnasium, stellen.
Während seiner Zeit als Theologieprofessor veröffentlichte Kurz einige theologische Lehrbücher. Er starb 1795 und hinterließ das Stift mit hohen Schulden. Nach ihm ist der Ort Hermannsdorf (vorher Mehlhüttel) benannt.